# Stein Erik Lauvås
Stein Erik Lauvås (født 3. maj 1965) er en norsk politiker, som repræsenterer Arbeiderpartiet. Siden valget i 2013 har han været stortingsrepræsentant for Østfold. Lauvås blev valgt til ordfører i Marker kommune i 2003 og genvalgt i 2007 og 2011. Han fratrådte dette hverv efter han blev valgt ind i Stortinget. 
Lauvås var i perioderne 2001–2005, 2005–2009 og 2009–2013 suppleant til Stortinget, den sidste af perioderne som Arbeiderpartiets førstesuppleant. Han er medlem af kommunal- og forvaltningskomiteen.
Lauvås har erhvervsbaggrund fra fabrik, bilværksted og benzinstation.